# Sclerocarpus
Sclerocarpus es un género de plantas con flores perteneciente a la familia  Asteraceae.  Comprende 26 especies descritas y de estas, solo 10 aceptadas. Se distribuye por las regiones cálidas de América y una especie en África.

## Descripción
Son hierbas anuales (en Nicaragua) o perennes; tallos estrigosos, hirsutos o vellosos. Hojas opuestas en la parte inferior, alternas en la superior, márgenes dentados a casi enteros; pecioladas, las más altas a veces sésiles. Capitulescencias de capítulos solitarios, en pedúnculos largos, terminales o axilares en las hojas superiores; capítulos radiados; involucros campanulados; filarias en 1-serie, todas herbáceas; flósculos del radio estériles, las lígulas anchas, amarillas; flósculos del disco perfectos y fértiles, las corolas amarillas, el tubo no diferenciado del limbo, 5-nervio, los lobos lanceolados y barbados; anteras amarillas, incluidas, conectivo alargado, lanceolado; ramas del estilo teretes, atenuadas. Aquenios débilmente estriados, gris obscuros, completamente envueltos y cayendo con las páleas, éstas endurecidas, arrugadas, pilosas o rostradas, el todo comprende un esclerocarpo; vilano ausente.

## Taxonomía
El género fue descrito por Nikolaus Joseph von Jacquin y publicado en  Icones Plantarum Rariorum 1(1): 17, pl. 176. 1871. La especie tipo es Sclerocarpus africanus Jacq.	

## Especies aceptadas
A continuación se brinda un listado de las especies del género Sclerocarpus aceptadas hasta julio de 2012, ordenadas alfabéticamente. Para cada una se indica el nombre binomial seguido del autor, abreviado según las convenciones y usos.
- Sclerocarpus africanus Jacq.
- Sclerocarpus baranguillae (Spreng.) S.F.Blake
- Sclerocarpus divaricatus (Benth.) Benth. & Hook.f. ex Hemsl.
- Sclerocarpus multifidus Greenm.
- Sclerocarpus papposus (Greenm.) Feddema
- Sclerocarpus phyllocephalus S.F.Blake
- Sclerocarpus schiedeanus (DC.) Benth. & Hook.f. ex Hook.f.
- Sclerocarpus sessilifolius Greenm.
- Sclerocarpus spatulatus Rose
- Sclerocarpus uniserialis (Hook.) Benth. & Hook.f.

## Bibliobrafía
1. AFPD. 2008. African Flowering Plants Database - Base de Donnees des Plantes a Fleurs D'Afrique.
2. Anonymous. 1986. List-Based Rec., Soil Conserv. Serv., U.S.D.A. Database of the U.S.D.A., Beltsville.
3. Flora of China Editorial Committee. 2011. Fl. China 20–21: 1–992. Science Press & Missouri Botanical Garden Press, Beijing & St. Louis.
4. Gibbs Russell, G. E., W. G. Welman, E. Reitief, K. L. Immelman, G. Germishuizen, B. J. Pienaar, M. v. Wyk & A. Nicholas. 1987. List of species of southern African plants. Mem. Bot. Surv. S. Africa 2(1–2): 1–152(pt. 1), 1–270(pt. 2).

- Datos: Q9075201
- Multimedia: Sclerocarpus / Q9075201
- Especies: Sclerocarpus